# Pompeschitter

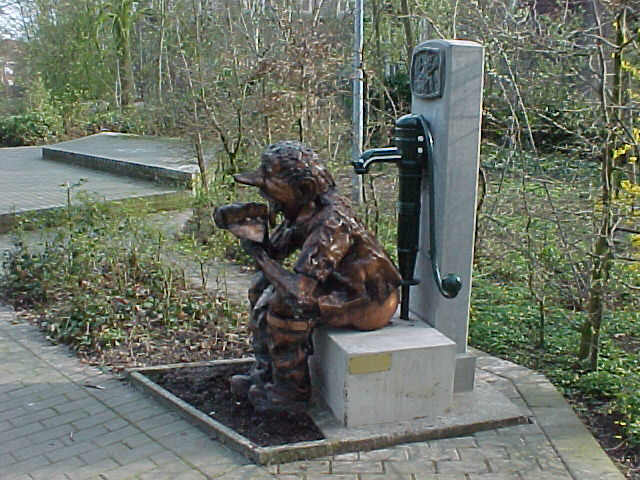
De Pompeschitter

De Pompeschitter is een beeld in het wandelpark 't Torreke, in het centrum van Dadizele. Het beeld uit 1980 van de Brugse kunstenaar Marcel Eneman stelt een man voor die zijn behoefte doet in een pompbak.
De naam van het beeld komt van een denigerende bijnaam van de Dadizelenaars. De naam ontstond toen volgens de verhalen een Dadizelenaar, die zich te buiten was gegaan aan bier en pruimen, op weg naar huis dermate last kreeg van zijn darmen dat hij zich genoodzaakt zag zijn toevlucht te nemen tot de eerste de beste pompbak. 